# Finale del campionato mondiale femminile di calcio 1991
La finale del Campionato mondiale femminile di calcio 1991 fu giocata il 30 novembre al Tianhe Stadium a Canton, in Cina. Tra le nazionali femminili della Norvegia e degli Stati Uniti fu la finale della prima edizione in assoluto del campionato mondiale femminile di calcio, che terminò 1 a 2 in favore della nazionale statunitense.

## Cammino verso la finale

### Norvegia
La prima finalista fu sorteggiata nel Gruppo A insieme a Danimarca, Cina e Nuova Zelanda.
La prima avversaria fu la Cina, padrona di casa, che il 16 novembre a Canton sconfisse le norvegesi per 4-0 con reti di Ma Li e Sun Qingmei e doppietta di Liu Ailing. Le scandinave ripresero prontamente superando prima la Nuova Zelanda per 4-0, con un autogol di McCahill, una doppietta di Medalen e rete di Riise, e poi per 2-1 contro la Danimarca nell'ultima partita del girone con la rete decisiva messa a segno ancora da Medalen, dopo i due gol su rigore segnati da Svensson e Thychosen.
La classifica finale vide la Cina finire prima con cinque punti, seguita dalla Norvegia con quattro e dalla Danimarca con tre, mentre la Nuova Zelanda fu l'unica squadra del girone a essere eliminata.
Il 24 novembre, nei quarti di finale le norvegesi affrontarono l'Italia a Jiangmen: andarono due volte in vantaggio con Hegstad e Carlsen, ma in entrambe le occasioni passati circa dieci minuti le Azzurre riagganciarono le avversarie grazie ai goal di Salmaso e Guarino. Fu necessario, nei minuti supplementari un rigore di Svensson al 96' per far qualificare le norvegesi.
Tre giorni dopo la semifinale a Guangdong vide la Norvegia affrontare la Svezia: quest'ultima passò in vantaggio con Videkull fin quando le norvegesi ribaltarono il punteggio prima con un rigore di Svensson, poi con una doppietta di Medalen e infine con la rete di Agnete Carlsen.

### Stati Uniti
Le statunitensi furono inserite nel gruppo B insieme a Brasile, Giappone e Svezia.
Il 17 novembre le statunitensi affrontarono la Svezia vincendo 3-2 grazie alla doppietta di Jennings-Gabarra e la rete di Hamm, mentre le scandinave tentarono invano di agganciare le avversarie con i gol di Videkull e Johansson. Due giorni dopo le americane piegarono il Brasile per 5-0 segnando con Jennings, Hamm, Akers-Stahl e due volte con Heinrichs. La terza e ultima avversaria, la nazionale femminile del Giappone, venne battuta dalla doppietta di Akers-Stahl e la rete di Gebauer nel primo tempo. 
Le americane conclusero a punteggio pieno il girone, seguite dalla Svezia con 4 punti; fuori invece Brasile e Giappone.
Il 24 novembre le statunitensi vinsero contro Taipei cinese a Foshan per 7-0 con reti di Foudy, Biefeld e un poker calato da Akers-Stahl, incluso un calcio di rigore al 44', mentre in semifinale eliminarono con un 5-2 la Germania con tripletta di Jennings e doppietta di Heinrichs, contro le reti delle tedesche Mohr e Wiegmann.

### Tabella riassuntiva del percorso
Note: In ogni risultato sottostante, il punteggio della finalista è menzionato per primo.
| Pos. | Squadra       | Pt | G | V | N | P | GF | GS | DR  |
| ---- | ------------- | -- | - | - | - | - | -- | -- | --- |
| 1.   | Cina          | 5  | 3 | 2 | 1 | 0 | 10 | 3  | 7   |
| 2.   | Norvegia      | 4  | 3 | 2 | 0 | 1 | 6  | 5  | 1   |
| 3.   | Danimarca     | 3  | 3 | 1 | 1 | 1 | 6  | 4  | 2   |
| 4.   | Nuova Zelanda | 0  | 3 | 0 | 0 | 3 | 1  | 11 | -10 |

| Pos. | Squadra     | Pt | G | V | N | P | GF | GS | DR  |
| ---- | ----------- | -- | - | - | - | - | -- | -- | --- |
| 1.   | Stati Uniti | 6  | 3 | 3 | 0 | 0 | 11 | 2  | 9   |
| 2.   | Svezia      | 4  | 3 | 2 | 0 | 1 | 12 | 3  | 9   |
| 3.   | Brasile     | 2  | 3 | 1 | 0 | 2 | 1  | 7  | -6  |
| 4.   | Giappone    | 0  | 3 | 0 | 0 | 3 | 0  | 12 | -12 |

## Tabellino
| Arbitro: | Vadzim Žuk |

|             |           |                |
| Medalen 29’ | Marcatori | 20’, 78’ Akers |

| Norvegia | Stati Uniti |

| Norvegia (4-3-3) |    |                     |  |     |
|                  |    |                     |  |     |
| P                | 1  | Reidun Seth         |  |     |
| D                | 8  | Heidi Støre         |  |     |
| D                | 16 | Tina Svensson       |  |     |
| D                | 4  | Gro Espeseth        |  |     |
| D                | 5  | Gunn Nyborg         |  |     |
| C                | 2  | Cathrine Zaborowski |  | 79’ |
| C                | 7  | Tone Haugen         |  |     |
| C                | 6  | Agnete Carlsen      |  |     |
| A                | 9  | Hege Riise          |  |     |
| A                | 10 | Linda Medalen       |  |     |
| A                | 11 | Birthe Hegstad      |  |     |
| A disposizione:  |    |                     |  |     |
| C                | 13 | Liv Strædet         |  | 79’ |
| CT:              |    |                     |  |     |
| Even Pellerud    |    |                     |  |     |

| Stati Uniti (4-3-3) |    |                      |     |
|                     |    |                      |     |
| P                   | 1  | Mary Harvey          |     |
| D                   | 4  | Carla Werden         |     |
| D                   | 9  | Mia Hamm             |     |
| D                   | 14 | Joy Biefeld          |     |
| D                   | 8  | Linda Hamilton       |     |
| C                   | 11 | Julie Foudy          |     |
| C                   | 3  | Shannon Higgins      |     |
| C                   | 13 | Kristine Lilly       |     |
| C                   | 2  | April Heinrichs      |     |
| A                   | 10 | Michelle Akers-Stahl | 54’ |
| A                   | 12 | Carin Jennings       |     |
| CT:                 |    |                      |     |
| Anson Dorrance      |    |                      |     |

| Assistenti arbitrali: Ingrid Jonsson (Svezia) Gertrud Regus (Germania) | Regole dell'incontro - due tempi regolamentari da 40 minuti ciascuno; - due tempi supplementari da 20 minuti ciascuno in caso di parità; - tiri di rigore in caso di ulteriore parità; inizialmente cinque per squadra, e a oltranza fino a spareggio in caso di ulteriore parità; - numero massimo di 18 giocatrici per squadra a referto (11 in campo e 7 come potenziali sostituti); - due sostituzioni permesse. |